# Sheffield Wednesday Football Club 2017-2018
Questa voce raccoglie le informazioni riguardanti lo Sheffield Wednesday Football Club nelle competizioni ufficiali della stagione 2017-2018.

## Rosa
Aggiornata al 30 marzo 2018.
| N. |                        | Ruolo | Calciatore               |
| -- | ---------------------- | ----- | ------------------------ |
| 1  | Irlanda (bandiera)     | P     | Keiren Westwood          |
| 2  | Inghilterra (bandiera) | D     | Jack Hunt                |
| 3  | Inghilterra (bandiera) | C     | David Jones              |
| 4  | Paesi Bassi (bandiera) | D     | Joost van Aken           |
| 5  | Inghilterra (bandiera) | C     | Kieran Lee               |
| 6  | Galles (bandiera)      | D     | Morgan Fox               |
| 7  | Scozia (bandiera)      | A     | Jordan Rhodes            |
| 8  | Inghilterra (bandiera) | C     | Jacob Butterfield        |
| 9  | Scozia (bandiera)      | A     | Steven Fletcher          |
| 10 | Scozia (bandiera)      | C     | Barry Bannan             |
| 12 | Paesi Bassi (bandiera) | D     | Glenn Loovens (capitano) |
| 14 | Inghilterra (bandiera) | A     | Gary Hooper              |
| 15 | Inghilterra (bandiera) | D     | Tom Lees                 |
| 16 | Scozia (bandiera)      | D     | Liam Palmer              |
| 17 | Kosovo (bandiera)      | A     | Atdhe Nuhiu              |

| N. |                        | Ruolo | Calciatore          |
| -- | ---------------------- | ----- | ------------------- |
| 18 | Portogallo (bandiera)  | A     | Lucas João          |
| 19 | Portogallo (bandiera)  | A     | Marco Matias        |
| 20 | Inghilterra (bandiera) | C     | Adam Reach          |
| 21 | Scozia (bandiera)      | C     | George Boyd         |
| 23 | Inghilterra (bandiera) | D     | Sam Hutchinson      |
| 25 | Inghilterra (bandiera) | P     | Cameron Dawson      |
| 28 | Inghilterra (bandiera) | P     | Joe Wildsmith       |
| 32 | Paesi Bassi (bandiera) | C     | Joey Pelupessy      |
| 33 | Scozia (bandiera)      | C     | Ross Wallace        |
| 36 | Rep. Ceca (bandiera)   | D     | Daniel Pudil        |
| 39 | Inghilterra (bandiera) | D     | Jordan Thorniley    |
| 41 | Svizzera (bandiera)    | C     | Almen Abdi          |
| 45 | Italia (bandiera)      | A     | Fernando Forestieri |
| 46 | Portogallo (bandiera)  | D     | Frederico Venâncio  |